# بيل جيه47 رينجر
بيل جيه47 رينجر (بالإنجليزية: Bell 47J Ranger)‏ هي مروحية متعددة الأغراض أنتجت في الولايات المتحدة. من صناعة بيل للمروحيات. دخلت الخدمة في 1956، انتهت خدمتها في يوليو 1967 (UH-13J). صنع منها 361 طائرة، وسعر الطائرة الواحدة منها هو 65.000 دولار.